# Branchia angustus
Espèce
Branchia angustus est une espèce de solifuges de la famille des Ammotrechidae.

## Distribution
Cette espèce se rencontre aux États-Unis en Californie et en Arizona et au Mexique au Sonora,.

## Description
Les mâles mesurent de 13,0 à 18,0 mm et la femelle paratype 17,0 mm.

## Publication originale
- Muma, 1951 : The Arachnid order Solpugida in the United States. Bulletin of the American Museum of Natural History, no 97, p. 31-141 (texte intégral).